# Frans Banning Cocq
Frans Banning Cocq, indicato erroneamente anche come Frans Banninck Coq (1600 – 1655?), è stato un politico olandese, borgomastro (sindaco) di Amsterdam verso la metà del XVII secolo.

## Biografia
Egli è meglio conosciuto come il personaggio principale del capolavoro di Rembrandt La ronda di notte.
Cocq era l'unico figlio di Jan Janszoon Cocq, un farmacista di Amsterdam e di Lysbeth Frans; studiò legge in Francia ma ritornò ad Amsterdam dove ne divenne comandante della milizia. Nel 1630 si sposò con Maria Overlander, l'unica figlia superstite di Volckert Overlander, commerciante, armatore, cavaliere, uno dei fondatori della Compagnia olandese delle Indie orientali e un paio di volte Borgomastro (sindaco) di Amsterdam. 
Quando Volckert morì, Banning Cocq ereditò la sua Casa dei Delfini, insieme al feudo di Purmerend, Purmerland e di Ilpendam, a nord di Amsterdam. Nel 1632 diventò commissario di un collegio e intorno al 1650 venne nominato Borgomastro di Amsterdam. Banning Cocq dominato con il parentelas Cornelis de Graeff e Andries Bicker il amsterdamse governative Apparat. Morì intorno al 1655 circa. 
Banning Cocq è oggi conosciuto principalmente per un dipinto commissionato a Rembrandt che mostra Cocq e la compagnia di guardia civile che ha comandato. Anche se conosciuto come La ronda di notte, in realtà questo non è il titolo originale del quadro; a quel tempo era in realtà insolito dare un titolo ai dipinti, ma se davvero fosse stato intitolato, il titolo più corretto sarebbe La Compagnia del capitano Frans Banning Cocq e del tenente Willem Van Ruytenburch. 
Il dipinto è degno di nota, tra le altre cose, per le sue enormi dimensioni: circa 3,35 m per 4,26 m (11 ft per 14 ft).